# OGLE-2006-BLG-109Lc
OGLE-2006-BLG-109Lc是一颗位于人马座、距离地球约4900光年的系外行星，其母星为OGLE-2006-BLG-109L。2008年，科学家使用微引力透镜法发现了该行星。该行星的质量约为土星质量的90%。